# Aspergillus pseudotamarii
Aspergillus pseudotamarii är en svampart som beskrevs av Yoko Ito, S.W. Peterson, Wicklow & T. Goto 2001. Aspergillus pseudotamarii ingår i släktet Aspergillus och familjen Trichocomaceae.   Inga underarter finns listade i Catalogue of Life.